# Earle (Arkansas)
Earle ist ein im Crittenden County im US-Bundesstaat Arkansas gelegener Ort mit dem Status City mit 2321 Einwohnern (2014).

## Geographie
Earle liegt 40 Kilometer nordwestlich von Memphis. Der U.S. Highway 64 verläuft durch Earle, der Arkansas Highway 149 tangiert den Ort im Norden, der Tyronza River, ein Nebenfluss des Saint Francis Rivers stellt die nordwestliche Begrenzung dar.

## Geschichte

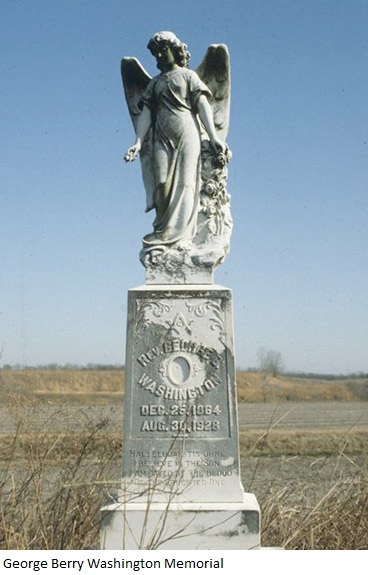

Der Ort wurde nach dem in England geborenen Großgrundbesitzer Josiah Francis Earle benannt. 1888 erreichte eine Eisenbahnlinie die Stadt, die dadurch ihre Aktivitäten im Besonderen in der holzverarbeitenden Industrie weiter ausbauen konnte. Anfang der 1900er Jahre wurden mehrere Schulen eröffnet, die zunächst ausschließlich für die weiße Bevölkerung zugänglich waren. Wegen der teilweise willkürlichen und ungerechten Behandlung der schwarzen Einwohner kam es im Ort wiederholt zu Auseinandersetzungen zwischen den ethnischen Gruppen. 1944 wurde ein Lager für deutsche Kriegsgefange (prisoner-of-war (POW) camp) eingerichtet.
Das Crittenden County Museum sowie das George Berry Washington Memorial wurden wegen ihrer historischen Bedeutung in das National Register of Historic Places aufgenommen. Das George Berry Washington Memorial ist eine monumentale Begräbnisskulptur am Arkansas Highway 149 nördlich von Earle. Es erinnert an das Leben und die Leistungen des Reverend George Berry Washington (1864–1928), einen Afroamerikaner, der wahrscheinlich als Sklave geboren wurde, jedoch zu seinem Lebensende einer der größten Landbesitzer des Countys war.
2022 wurde der 18-Jährige Jaylen Smith als bis dahin jüngster schwarzer Bürgermeister der USA ins Amt gewählt.

## Demografische Daten
Im Jahre 2014 wurde eine Einwohnerzahl von 2321 Personen ermittelt, was eine Abnahme um 23,6 % gegenüber dem Jahr 2000 bedeutet. Das Durchschnittsalter der Bewohner lag im Jahre 2014 mit 39,0 Jahren leicht über dem Durchschnittswert von Arkansas, der 38,0 Jahre betrug. 81,8 % der Einwohner sind Afroamerikaner.

## Söhne und Töchter der Stadt
- Shakey Jake Harris (1921–1990), Bluessänger